# Asger Hamerik
Asger Hamerik   (Frederiksberg, 8 d'abril de 1843 - Frederiksberg, 13 de juliol de 1923) dit també Hammerich, fou un compositor de música clàssica danès.
Fou deixeble de Matthison-Hansen, Gade i Haberbier a Copenhaguen i Hans von Bülow a Berlín, el 1864 es traslladà a París, on acabà les seves obres Tovelille i Hjalmar é Ingebor, instal·lant-se allà. El 1866 acompanyà Berlioz en el seu viatge a Viena; el 1869 viatjà per Itàlia i després per Amèrica i des de 1871 fins a 1878 fou director de la secció de música de l'Institut Peabody, de Baltimore.
Hamerik va compondre música de gèneres diversos: cinc simfonies, cinc suites nòrdiques, grans obres corals: Jüdische Trilogie i Christliche Trilogie i diverses òperes, entre elles La Vendetta, estrena a Milà el 1869, i El viatger, però fou molt poc original en totes elles.